# Roberts Zvejnieks
Roberts Zvejnieks (Ventspils, 22 novembre 1997) è un pattinatore di short track lettone.

## Biografia
Ha rappresentato la Lettonia ai Giochi olimpici invernali di Pyeongchang 2018 nei concorsi dei 500 e dei 1.000 metri, classificandosi rispettivamente decimo e quindicesimo.